# Henry H. Chambers

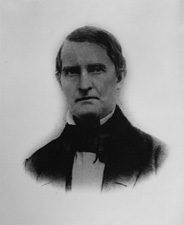
Henry H. Chambers

Henry H. Chambers (* 1. Oktober 1790 bei Kenbridge, Lunenburg County, Virginia; † 24. Januar 1826 ebenda) war ein US-amerikanischer Politiker der Demokratisch-Republikanischen Partei, der den Bundesstaat Alabama im US-Senat vertrat.
Chambers graduierte 1808 am William and Mary College in Williamsburg; 1811 folgte der Abschluss an der medizinischen Fakultät der University of Pennsylvania in Philadelphia. Im Jahr darauf zog er nach Madison in Alabama, wo er sich als Arzt niederließ. In mehreren Indianerkriegen arbeitete er als Chirurg.
Nach der Rückkehr aus dem Kriegsdienst lebte Chambers in Huntsville und begann sich politisch zu engagieren. 1819 gehörte er dem Verfassungskonvent für Alabama an, im folgenden Jahr wurde er Abgeordneter im Repräsentantenhaus des Staates. 1821 und 1823 kandidierte er jeweils erfolglos für das Amt des Gouverneurs.
1824 wurde Henry Chambers, der innerhalb seiner Partei zum Jackson-Flügel zählte, dann für Alabama in den Senat der Vereinigten Staaten gewählt. Er nahm sein Mandat ab dem 4. März 1825 wahr, starb aber bereits zu Beginn des folgenden Jahres, als er sich aus seinem Heimatort auf den Weg zurück nach Washington begeben wollte.
Nach ihm ist Chambers County in Alabama benannt.